# Estación Napostá
Napostá es una estación ferroviaria ubicada en el paraje rural del mismo nombre, en el partido de Bahía Blanca, Provincia de Buenos Aires, Argentina.

## Servicios
Por sus vías corren trenes de carga de la empresa Ferroexpreso Pampeano.

## Ubicación
Se encuentra a 37 km al norte de la ciudad de Bahía Blanca y a 639 km al suroeste de la estación Constitución.